# 東城往来
東城往来（とうじょうおうらい）とは、現在の広島県庄原市東城町の中心部にあたる備後国東城へ周辺各地から通じていた旧街道（往来）の総称である。旧東城往来ともいう。

## 概要
備後国東城の地は、位置的に日本海と瀬戸内海とのほぼ中間に位置し、山陰地方の日本海と山陽地方の瀬戸内海を結ぶ陰陽連絡街道の中継地であったことから、備後国北部における物資集散地として賑わい、中国地方各地からの街道が集まっていた。
東城以外の地域からは当地に向かう道を東城街道とも呼び、特に陰陽連絡のものは、山陽側（瀬戸内海側）では、雲州街道（出雲街道）や雲州道（雲州路）とも呼んでいた。

## 出雲国からの道
出雲国松江や出雲大社（島根県）より東城へ至る。
島根県教育庁が主要な旧街道に位置づけているものとしては、旧街道の山陰道より松江市玉湯町湯町で分かれ、仁多郡奥出雲町八川を経て備後国に通じていた湯町八川往還（ゆまちやかわおうかん）がある。
このほか『出雲国風土記』に記されている道で、奥出雲町と広島県庄原市西城町の境にある出雲峠を越える道も存在していた。

### 並行する現代の道路
- 島根県道25号玉湯吾妻山線
- 島根県道156号木次横田線
- 広島県道256号比婆山県民の森線
- 国道314号

## 伯耆国からの道
伯耆国米子や大山（鳥取県）
より東城へ至る。

### 並行する現代の道路
- 岡山県道・鳥取県道8号新見日南線 （鳥取県日野郡日南町 - 岡山県新見市足立）
- 岡山県道・広島県道12号足立東城線 （岡山県新見市足立 - 広島県庄原市東城町）

## 美作国からの道
美作国高田（岡山県真庭市）より備中国新見（岡山県新見市）を経て東城へ至る。

### 並行する現代の道路
- 岡山県道32号新見勝山線
- 国道182号

## 吹屋からの道
備中国吹屋（岡山県高梁市成羽町）より東城へ至る。東城側では吹屋往来などとも呼ばれていた。

### 並行する現代の道路
- 国道182号

## 備中松山からの道
備中国松山城下（岡山県高梁市中心部）より成羽（高梁市成羽町）を経て東城へ至る。

### 並行する現代の道路
- 国道313号
- 国道182号

## 笠岡からの道

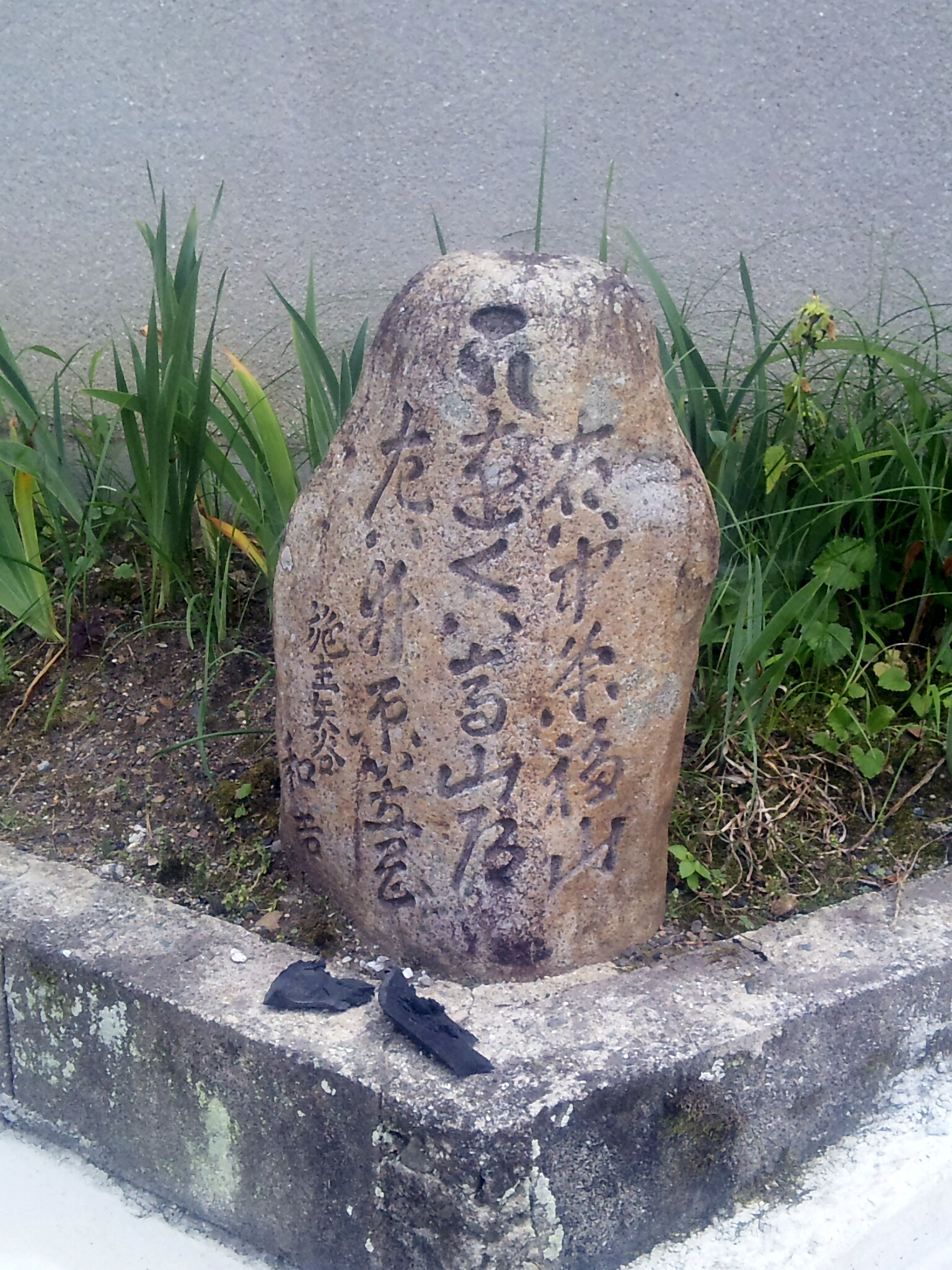
井原市芳井町吉井にある道標。

備中国笠岡湊（岡山県笠岡市笠岡）より東城へ至る。
笠岡湊から大戸（笠岡市東大戸）までは、金ノ浦（笠岡市金浦）から北上する別路も存在。笠岡湊から四国、金毘羅に向う道でもあり、東城側では笠岡往来、高山市往来（高山往来）などと呼ばれていた。また、笠岡・井原側では出雲大社に向う道でもあり、雲州街道、出雲街道などと呼ばれていた。
経路については時代による変化や別路の存在によって諸説あるものの、笠岡湊より追分 - 小平井 - 大戸を経て井原市に入り、岩倉 - 山陽道七日市宿 - 井原 - 吉井 - 川相 - 下鴫 - 千峯坂を経て井原市と高梁市に跨る高山市に入り、杖立から広島県神石郡神石高原町に入り、花済 - 豊松 - 油木を経て東城へ至る経路が主に使われていたものと考えられている。
高山市は、高梁市川上町高山市と井原市芳井町東三原とに跨る集落地で、位置的に笠岡と東城のほぼ中間に位置していたため、かつては周辺地域の各地からの街道が集まり、成羽と並ぶ川上郡の商業集積地として、大正初期まで賑わっていた。大正初期以降は、笠岡 - 東城間の本路が下鴫 - 千峯坂 - 高山市 - 杖立の経路から、下鴫 - 上鴫 - 西三原 - 杖立の経路（福山 ‐ 加茂 ‐ 広瀬 ‐ 山野からの平川往来）に移行し、高山市は衰退となる。

### 並行する現代の道路
- 岡山県道34号笠岡井原線
- 岡山県道289号東大戸金浦線
- 国道313号 （井原市井原町 - 井原市芳井町吉井）
- 岡山県道9号芳井油木線 （井原市芳井町下鴫以南の区間）
- 中国自然歩道 （千峯坂一帯の区間）
- 岡山県道77号美星高山市線 （井原市芳井町東三原および高梁市川上町高山市の区間）
- 岡山県道・広島県道9号芳井油木線 （高梁市川上町高山市以北の区間）
- 広島県道・岡山県道105号前原谷仙養線
- 国道182号 （神石郡神石高原町 - 庄原市東城町）

## 備後福山からの道
備後国福山城下（広島県福山市中心部）より東城へ至る。途中の坂瀬川（神石郡神石高原町）付近までは福山市加茂町より北上する道や、福山市駅家町より北上する道など複数の経路が存在。東城側では福山道などと呼ばれ、福山側では東城街道、東城道（東城路）などと呼ばれていた。

### 並行する現代の道路
- 広島県道391号加茂福山線
- 広島県道419号坂瀬川駅家線
- 国道182号

## 備後府中からの道
備後国府中（広島県府中市）より東城へ至る。

### 並行する現代の道路
- 広島県道259号帝釈峡井関線
- 広島県道25号三原東城線 （神石郡神石高原町永野 - 庄原市東城町）

## 尾道からの道
備後国尾道湊（広島県尾道市）より東城へ至る。

### 並行する現代の道路
- 国道432号
- 広島県道25号三原東城線

## 三原からの道
備後国三原城下（広島県三原市中心部）より石見銀山街道上下宿（府中市上下町）を経て、東城へ至る。

### 並行する現代の道路
- 広島県道25号三原東城線
- 国道432号

## 三次からの道
備後国三次（広島県三次市）より庄原（庄原市中心部）を経て、東城へ至る。安芸国や石見国からの道でもある。
庄原側では備中路、備中新見路などと呼ばれていた。

### 並行する現代の道路
- 広島県道23号庄原東城線